# Гран-ле-П'єр
Гран-ле-П'єр (англ. Grand le Pierre) — містечко в Канаді, у провінції Ньюфаундленд і Лабрадор.

## Населення
За даними перепису 2016 року, містечко нараховувало 235 осіб, показавши скорочення на 9,6%, порівняно з 2011-м роком. Середня густина населення становила 1,5 осіб/км².
З офіційних мов обидвома одночасно не володів жоден з жителів, тільки англійською — 235.
Працездатне населення становило 48,6% усього населення, рівень безробіття — 44,4% (60% серед чоловіків та 37,5% серед жінок). 88,9% осіб були найманими працівниками, а 11,1% — самозайнятими.

## Клімат
Середня річна температура становить 4,7°C, середня максимальна – 19,7°C, а середня мінімальна – -11,7°C. Середня річна кількість опадів – 1 624 мм.
| Клімат поселення                              | Клімат поселення | Клімат поселення | Клімат поселення | Клімат поселення | Клімат поселення | Клімат поселення | Клімат поселення | Клімат поселення | Клімат поселення | Клімат поселення | Клімат поселення | Клімат поселення | Клімат поселення |
| Показник                                      | Січ.             | Лют.             | Бер.             | Квіт.            | Трав.            | Черв.            | Лип.             | Серп.            | Вер.             | Жовт.            | Лист.            | Груд.            |                  |
| Середній максимум, °C                         | −0,71            | −0,93            | 2,51             | 7,46             | 12,29            | 16,70            | 19,10            | 19,74            | 15,75            | 10,81            | 6,01             | 0,99             |                  |
| Середня температура, °C                       | −6,09            | −6,31            | −2,86            | 2,08             | 6,92             | 11,31            | 15,50            | 16,15            | 12,16            | 7,23             | 2,42             | −2,59            |                  |
| Середній мінімум, °C                          | −11,49           | −11,7            | −8,25            | −3,31            | 1,54             | 5,92             | 11,91            | 12,57            | 8,56             | 3,64             | −1,17            | −6,17            |                  |
| Норма опадів, мм                              | 145              | 134              | 128              | 129              | 118              | 118              | 113              | 109              | 154              | 168              | 157              | 151              |                  |
| Середньомісячна швидкість вітру, м/с          | 7.97             | 7.43             | 7.03             | 6.30             | 5.47             | 5.06             | 4.86             | 4.99             | 5.59             | 6.38             | 7.16             | 7.71             |                  |
| Середньомісячна сонячна радіація, кДж/м²·день | 3955             | 6843             | 10769            | 14108            | 17310            | 19115            | 18668            | 15918            | 12034            | 7277             | 4189             | 3034             |                  |
| --------------------------------------------- | ---------------- | ---------------- | ---------------- | ---------------- | ---------------- | ---------------- | ---------------- | ---------------- | ---------------- | ---------------- | ---------------- | ---------------- | ---------------- |
| Джерело:                                      |                  |                  |                  |                  |                  |                  |                  |                  |                  |                  |                  |                  |                  |